# Юсупово (Кигинский район)
Юсу́пово (баш. Йосоп) — деревня в Кигинском районе Республики Башкортостан Российской Федерации. Входит в состав Кандаковского сельсовета.

## География

### Географическое положение
Расстояние до:
- районного центра (Верхние Киги): 29 км,
- центра сельсовета (Кандаковка): 4 км,
- ближайшей ж/д станции (Сулея): 72 км

## Население
| 2002 | 2009 | 2010 |
| ---- | ---- | ---- |
| 527  | ↗659 | ↘529 |

### Национальный состав
Согласно переписи 2002 года, преобладающая национальность — башкиры (93 %).